# Mrfy
Mrfy (izg. mŕfi, običajno stilizirano kot MRFY) je štiričlanska slovenska glasbena skupina iz Novega mesta, ki ustvarja indie rock glasbo. Sestavljajo jo vokalist in glavni pisec pesmi Gregor Strasbergar, bas kitarist Dejan Slak, kitarist Tomaž Zupančič in bobnar Rok Klobučar. Imenujejo se po ameriškem inženirju Edwardu Aloysiusu Murphyju, ki je znan po izreku "Vse kar lahko gre narobe, bo tudi šlo narobe."

## Zgodovina

### Začetki
V obdobju pred oktobrom 2017 dva singla: "Klic" decembra 2016 in "Always (Če te najdem)" aprila 2017. V okviru Ortofesta 2017 so v Orto baru nastopili ob indie rock sodobnikih Koala Voice. Oktobra 2017 so izdali tretji singl, "Anakin". Januarja 2018 je izšel še singl "Tretje oko", skupina pa je tudi napovedala izid debitantskega EP-ja A Side of the Story 1. marca 2018. Izdaji EP-ja je aprila in maja sledila turneja Dobar dan Tour po Sloveniji. Dan pred prvim nastopom v sklopu turneje (v Novem mestu, njihovem domačem mestu), 12. aprila, je skupina izdala singl "Ti dam" kot četrti singl z EP-ja. Turneja se je zaključila s koncertom 24. maja v Gala hali v Ljubljani. Na koncertu je vokalist Gregor Strasbergar naznanil, da je s skupino napisal že dovolj pesmi, da bodo čez poletje posneli, septembra pa izdali njihov prvi dolgometražni album. Kasneje so tudi na socialnih omrežnij naznanili, da bo album z naslovom Story izšel 21. septembra 2018, na 9. obletnico delovanja Kina Šiška.
9. julija so izdali album posnetkov, nastalih na oddaji Izštekani 22. maja, z naslovom Izštekani, druga v seriji mnogih načrtovanih izdaj posnetkov z oddaje (prvi je bil album z enakim naslovom Koala Voice). V začetku septembra so izdali še zadnji singl s prihajajočega albuma Story z naslovom "Umru zate". Videospot je režirala sodobna glasbenica Katarina Rešek - Kukla.<

### Storyin Top Mont Tour
Septembra 2018 je skupina izdala prvenec Story pri založbi SonicTribe. Album je bil načeloma dobro sprejet, skupina pa je z albuma izdala skupaj kar devet singlov z videospoti. V novembru bo tudi izšel še en videospot, in sicer za pesem Heaven&Hell.
Spomladi 2019 se je skupina odpravila na novo turnejo po Sloveniji z naslovom Top Mont Tour. Turneja se je začela s koncertom v Mariboru, nadaljevala pa v Kamniku, Celju, Izoli, Tolminu, Ljubljani in zaključila v domačem kraju, Novem mestu. Kot predskupine so igrali bandi The Mint, Jackson, Kiwi Flash in Luto. Na koncertih so igrali pesmi z albuma, nekatere starejše pesmi, ki niso prišle na album, ter priredbo pesmi "Video Games" pevke Lane Del Rey.

### Poletni tour:Save the Puffinsin ostali dogodki v koncu leta 2019
Poleti so začeli z novo turnejo, Save the Puffins. Nastopili so tudi z znanim bandom Skunk Anansie, v Kino Šiški. Poleg tega so igrali tudi na Trnovfestu (s Kokosy), na Kolpa Music Festivalu, Rockfestu Vodice in drugod.
Igrali so tudi na Šiška Open, na praznovanju 10. obletnice Kina Šiške. V programu pa so bili tudi Koala Voice, Zala in Gašper, Laibach in mnogi drugi nadobudni slovenski glasbeniki.
V novembru bo tudi izšel še en videospot, in sicer za pesem Heaven&Hell. Objavili so pa tudi Koob Sessions video, kjer igrajo štiri pesmi v akustični izvedbi. V novembru pa bodo imeli kar 2 akustična koncerta v Galeriji Simulaker.

## Člani
Trenutni člani
- Gregor Strasbergar — vokal
- Tomaž Zupančič — kitara
- Rok Klobučar — bobni
- Dejan Slak - bas

Bivši člani
- Domen Bohte — bas kitara
- Matic Franko — bas kitara
- Lenart Merlin — bas kitara

## Diskografija
Studijski albumi
- Story (2018)
- Use (2022)
- Helo (2025)

EP-ji
- A Side of the Story (2018)

Albumi v živo
- Izštekani (2018)

## Videospoti
| Leto | Mesec     | Naslov                  | Režiser                                        | Album                    |
| ---- | --------- | ----------------------- | ---------------------------------------------- | ------------------------ |
| 2016 | december  | "Klic"                  | Lenart Merlin                                  | Story                    |
| 2017 | april     | "Always (Če te najdem)" | Nikolaj Mulej                                  | Story                    |
| 2017 | oktober   | "Anakin"                | Lenart Merlin                                  | Story                    |
| 2018 | januar    | "Tretje oko"            | Lenart Merlin                                  | Story                    |
| 2018 | april     | "Ti dam"                | Lenart Merlin                                  | A Side of the Story (EP) |
| 2018 | september | "Umru zate"             | Katarina Rešek - Kukla                         | Story                    |
| 2018 | oktober   | "Tebe"                  | Lenart Merlin                                  | Story                    |
| 2018 | december  | "Omama"                 | Lenart Merlin, Gregor Strasbergar, Jaka Teršek | Story                    |
| 2019 | februar   | "Recall"                | Rok Klobučar                                   | Story                    |
| 2019 | marec     | "BBY"                   | Matevž Jerman                                  | Story                    |
| 2020 | junij     | "Zonzei" (z Matter)     | Bonino Englaro                                 | še ni določeno           |
| 2021 | september | "Prjatučki"             | Jaka Teršek                                    | Use                      |
| 2022 | maj       | "Angeli"                | Bonino Englaro                                 | Use                      |
| 2022 | september | "Tobogan"               | Bonino Englaro                                 | Use                      |